# 田中茂穗
田中茂穗（日语：／ Tanaka Shigeho，1878年8月16日—1974年12月24日）是一名日本魚類學家，東京帝國大學動物學教授。他出版了大量關於魚類和鯊魚的著作，並與美國著名科學家大衛·斯塔爾·喬丹合著了一本關於日本魚類的書。

## 紀念
田中鰟鮍屬（Tanakia）是以田中的名字命名。